# Spilogona lapponica
Spilogona lapponica este o specie de muște din genul Spilogona, familia Muscidae. A fost descrisă pentru prima dată de Ringdahl în anul 1932. Conform Catalogue of Life specia Spilogona lapponica nu are subspecii cunoscute.